# Župnija Kapele pri Brežicah
Župnija Kapele pri Brežicah je rimskokatoliška teritorialna župnija Dekanije Laško - Videm ob Savi Škofije Celje. Do 7. aprila 2006, ko je bila ustanovljena Škofija Celje, je bila župnija del Savskega naddekanata Škofije Maribor.

## Zgodovina
Župnija je bila ustanovljena leta 1786, ko se je izločila iz Župnije Pišece. Od leta 1973 je župnija brez lastnega župnika. Naslednja tri leta so bile Kapele upravljane iz župnij Dobova, Bizeljsko, Pišece in Artiče. Leta 1976 so prišle pod soupravo Župnije Brežice. Uradno je bil po škofovem dekretu za soupravo odgovoren redni brežiški župnik, de facto pa je župnijo pastoralno vodil redni brežiški kaplan. Župniki so tako skrbeli za gospodarsko upravljanje župnije, kaplani pa za redno maševanje, poučevanje verouka, obiskovanje bolnikov in za krste, poroke in pogrebe.  Na podlagi škofovskega odloka sedanji bizeljski župnijski upravitelj od 1. avgusta 2023 poleg Bizeljskega upravlja tudi župniji Dobova in Kapele pri Brežicah.

## Sakralni objekti
| Slika                     | Cerkev                                    | Naselje  |
| ------------------------- | ----------------------------------------- | -------- |
| Klikni za spremembo slike | Cerkev Marijinega vnebovzetja (župnijska) | Kapele   |
| Klikni za spremembo slike | Cerkev sv. Trojice                        | Podvinje |
| Klikni za spremembo slike | Kapela sv. Križa                          | Kapele   |